# Chthonius pygmaeus
Chthonius pygmaeus – gatunek zaleszczotka z rodziny Chthoniidae.
Gatunek ten opisany został po raz pierwszy w 1934 roku przez Maxa Beiera pod nazwą Chthonius (Neochthonius) pygmaeus. Jako miejsce typowe wskazano Železną Breznicę na Słowacji. W 1954 roku Beier wprowadził podział gatunku na dwa podgatunki nominatywny i Ch. p. carinthiacus, jednak ten drugi wyniesiony został do rangi osobnego gatunku w 2004 roku przez Giulia Gardiniego.
Zaleszczotek ten ma nogogłaszczki zaopatrzone w szczypce pozbawione ujść gruczołów jadowych. Szczypce te różnią się od tych u pokrewnego Ch. carinthiacus długością wynoszącą od 0,61 do 0,77 mm oraz jednolitą barwą wszystkich segmentów. U obu gatunków zęby na palcach szczypiec są drobne i płynnie przechodzą jeden w drugi. W widoku bocznym dłoń jest nabrzmiała z wyraźnie zaokrągloną stroną grzbietową. Palec ruchomy nie jest u nasady zaopatrzony w wewnętrzną apodemę wzmacniającą. Spośród bioder odnóży krocznych te drugiej i trzeciej pary wyposażone są w kolce biodrowe. Odnóża kroczne pierwszej i drugiej pary mają jednoczłonowe stopy, natomiast odnóża kroczne pary trzeciej i czwartej mają stopy dwuczłonowe.
Gatunek palearktyczny, europejski. Znany jest z Austrii, Słowacji, Węgier i Słowenii.